# Didactylomyia longimana
Didactylomyia longimana är en tvåvingeart som först beskrevs av Ephraim Porter Felt 1908.  Didactylomyia longimana ingår i släktet Didactylomyia och familjen gallmyggor.
Artens utbredningsområde är New York. Inga underarter finns listade i Catalogue of Life.